# 高雄幣
高雄幣一詞最早由高雄市議員吳益政提出。吳益政在2018年主張發行以區塊鏈技術為基礎的高雄幣用於獎勵市民節能減碳，是他參選高雄市長時所提出的政見之一；隨後，民進黨候選人陳其邁在競選高雄市長的政見中也曾主張透過發行高雄幣來刺激觀光、並為此成立大高雄觀光商圈總會推行。 韓國瑜在當選高雄市長之後延續如是政見實質推出，將之納為拚經濟的項目之一。

## 概述
有區塊鏈專家指出，高雄幣最早的概念是針對地方城市經濟需求，以「內需幣」的形式來獎勵從事解決需求的居民們，應被歸類在用途有限的「內需幣」、「社區貨幣」的分類中，而非真正的加密貨幣，也不能用以區塊鏈眾籌（ICO-也稱首次代幣發行）。 換言之，高雄幣作為電子代幣的功能與性質無法跟比特幣類型的加密貨幣劃上等號。 
2019年1月，吳益政所構想的高雄幣被轉化成為「區域性商圈金融貨幣」行動支付APP，由中華科技金融學會與民間機構合作開發。 六合夜市、南華商圈與光華夜市是為首批合作試辦高雄幣的發行點——以串連在地商圈，透過回饋購物消費者的方式，藉由讓持幣的消費者們繼續光顧合作商圈來刺激經濟。
高雄幣的功能，比較類似於信用卡消費後獲紅利點數再兌換成等同於現金的信用額的作法，也較接近於電子優惠券。使用方式為透過現金、行動支付後，將消費金額累積在APP，由店家自行決定讓利多少，最高回饋沒有上限，消費者可再到合作商圈使用高雄幣消費，落實循環經濟概念。 有百家業者及攤商響應，初步規劃的回饋金為1％至10％。  而為讓「錢進得來」，高雄幣有使用期限。1個月內沒消費，幣值就會減少30％，並有歸零機制。
高雄市府先前已補助50萬元給大高雄商圈總會協助推廣行銷。高市觀光局也有意成立一個部門，專門推行高雄幣。
高雄幣APP在2019年1月18日由前立法院長王金平在試辦地點親自示範。是為僅限高雄使用的城市貨幣。
2022 年高雄幣平台 （页面存档备份，存于）搭配台灣文博會、台灣設計展活動上線，定位為活動限定城市幣 （页面存档备份，存于），需先儲值高雄幣才能在平台上預購活動或購買商品。

## 內需幣
金融作家范疇指出，美元、歐元、日圓、人民幣氾濫，並集中在富人身上，難以流入實體經濟，尤其是市井經濟，可見用貨幣超發「刺激」經濟的政策（即「量化寬鬆貨幣政策」——Quantitative easing，簡稱QE）已經走到了盡頭；倘若可以設計一種只在境內使用、且用途有限的「內需幣」，不僅能夠緩解各國內部的經濟壓力，甚至可以防止全球金融風暴。
而將虛擬貨幣法定化的構想，可透過區塊鏈技術來實現。這種與法定貨幣等值的「公民消費福利幣」只能用於境內基本生活，不可能由非公民使用（送給外國人無用），政府可控制（與法幣結算的對象），富人囤積沒用。總結優點：無須實施量化寬鬆貨幣政策，縮減貧富差距，達到部分刺激經濟效果（視政府與法幣結算政策的寬緊度）。
范疇認為，「內需幣」思路可以活化台灣的經濟精力，最終一定轉化為法定貨幣的GDP。
「城市貨幣」、「社區貨幣」，均屬於「內需幣」的概念。早在1920年，瑞士就在經濟不景氣的大環境下發起「城市貨幣」政策，透過補充貨幣的方式為城市找到出路。現今法國巴黎、英國布里斯托、加拿大卡爾加里等城市也都有自己的城市貨幣。 這些城市標榜「自己的貨幣自己印」，然而並非要取代法定貨幣，而是擔任補充貨幣的角色，屬於「互助型信用貨幣」。就宏觀面而言，這樣的貨幣可以提升在地經濟的獨立性，使之擺脫資本主義的掌控，不易受全球景氣的牽連；以微觀面來看，則能促進個人各盡其能、各取所需，讓許多在主流機制中不被重視、沒有市場價值的小型勞務或商品，能在社區交易中產生價值，透過嶄新的交易模式，擺脫主流金錢遊戲中所隱藏的功利和剝削。
隨著區塊鏈技術的成熟，全球有些城市已經開始推出城市數字貨幣，比如說南非的奧瑞尼亞、西班牙的巴塞羅那、韓國的首爾都有發行自己當地城市的數字代幣。早在1996年就發行城市貨幣的加拿大卡爾加里，也因應潮流推出了城市幣數字化的版本。 政府發行的方式和市民取得的管道儘管不盡相同，但都同樣的，在用因地制宜的方式，回應當地的城市治理問題。
曾在2018年競選期間主張發行高雄幣的高雄市無黨籍議員吳益政是台灣城市「內需幣」概念的發起人之一。他認為空污、低薪、不景氣是高雄最嚴重、也是市民最關心的議題。高雄幣作為城市的補充貨幣，除了獎勵環保、公益的城市生活，也鼓勵市民到在地商家消費、購買在地產品，同時從社會層面與經濟層面改善這些問題。 而目前即將實際發行的高雄幣是以商家返點回饋作為切入點，有望日後發展出更多功能來，例如搭乘大眾運輸或觀展等。
早於高雄幣的台灣城市代幣是2017年在台東縣推出的「台東金幣」。用法是透過「TTPush踢一下」APP填問卷、即可拿台東金幣並實際消費，有137家廠商推出超過300種商品，當年11月30日截止兌換前共發出2,200萬金幣，兌換率達84％，商家反映平均增加2倍利潤，縣府的訊息也可即時傳遞給民眾，民眾則可透過問卷填答反映意見，因此，這個APP也獲得電腦展應用獎。2018年1月5日，台東縣政府再度推動此一政策。直至2019年初，已拓展到5萬會員。

## 外部連結
- 吳益政部落格 理想城市高雄市 （页面存档备份，存于）
- 高雄市觀光局
- 《虛擬貨幣經濟學：從線上寶物、紅利點數、比特幣到支付系統，數十億人都能從中獲利的新興經濟趨勢》 （页面存档备份，存于）[二版]， 愛德華．卡斯特羅諾瓦著  譯者：黃煜文  野人文化股份有限公司  出版日期:2017/12/27
- 中華科技金融學會